# نيفيس هرنانديز
نيفيس هرنانديز (بالإسبانية: Nieves Hernández)‏ هو رياضي ولاعب كرة قدم مكسيكي، ولد في 30 أكتوبر 1901، وتوفي في 11 أكتوبر 1986.

## وصلات خارجية
- نيفيس هرنانديز على موقع قاعدة بيانات كرة القدم.إي يو (الإنجليزية)
- نيفيس هرنانديز على موقع أوليمبيديا (الإنجليزية)